# Corrado Alvaro
Pour les articles homonymes, voir Álvaro.
Corrado Alvaro (né le 15 avril 1895 à San Luca, en Calabre, et mort le 11 juin 1956 à Rome) est un écrivain, journaliste et poète italien de la première moitié du XXe siècle.

## Biographie
Corrado Alvaro naît sous le nom de Corrado Giuseppe Giovambattista Guido Alvaro à San Luca, petit village du Sud de l’Italie  dans la province de Reggio de Calabre, le 15 avril 1895. Il est le premier des six enfants d’Antonio Alvaro, instituteur alors âgé de 30 ans, et d’Antonia Giampaolo, âgée de 19 ans et fille de petits propriétaires.
En 1915, lors de la Première Guerre mondiale, il s’enrôle dans un régiment d’infanterie à Florence. Blessé en septembre 1916, alors qu'il est à Savogna d'Isonzo, il revient à Rome où il commence à travailler pour le journal Il Resto del Carlino, dont il deviendra ensuite rédacteur. Le 8 avril 1918, il épouse une Bolonaise : Laura Babini.
En 1919, il déménage à Milan et collabore avec le journal Corriere della Sera. Toujours en 1919, il obtient la laurea (l'équivalent du master) en lettres à l'université de Milan.
En 1921, il devient le correspondant parisien du journal Il Mondo fondé par Giovanni Amendola. En 1925, on le retrouve parmi les signataires du manifeste des intellectuels antifascistes de Benedetto Croce. Au cours des années suivantes, il poursuit ses activités journalistiques à partir de Berlin (1928), de l’Italie (1930), de la Turquie (1931) et de la Russie (1935). Pendant ces années il écrit des articles à propos de la révolution d'octobre 1917 dans l'hebdomadaire Omnibus (fondé par Leo Longanesi).
Il participe à la revue Popolo di Roma (bien qu'il n'ait jamais adhéré au parti fasciste). En janvier 1941 il va pour la dernière fois à San Luca pour les funérailles de son père. Il se rend souvent à Caraffa del Bianco pour voir sa mère et son frère curé Massimo. Du 25 juin au 8 septembre 1943, il dirige le Popolo di Roma, mais à la suite de l'occupation allemande, il doit se réfugier à Chieti, sous le faux nom de Guido Giorgi.
En 1945, avec Libero Bigiaretti et Francesco Jovine, il fonde le syndicat national des écrivains (Sindacato Nazionale Scrittori) dont il sera secrétaire jusqu'à sa mort. À cette époque, il crée également la caisse nationale des écrivains (Cassa Nazionale Scrittori). En 1947, il dirige brièvement le journal Risorgimento, de Naples, mais il démissionnera pour des raisons politiques : se déclarant à gauche il ne peut diriger un journal libéral.
En 1951, il remporte le premier prix italien Strega pour son livre Quasi una vita. Il faut souligner que cette année est dite des 5 grands car c'est à ce moment qu'ont été publiés Quasi una vita d'Alvaro, L'orologio de Carlo Levi, Le Conformiste de Alberto Moravia, Le Festin du commandeur de Mario Soldati et Gesù, fate luce de Domenico Rea.
En 1954, il est atteint d'une tumeur abdominale et subit une lourde intervention chirurgicale. La maladie atteint également les poumons et il meurt le 11 juin 1956 dans sa maison à Rome, laissant derrière lui plusieurs romans inachevés.
Récemment, sa région d'origine (la Calabre) a acheté ses manuscrits conservés à Rome et les a offerts à la fondation du nom de l'écrivain, dont le siège est situé dans sa ville natale de San Luca. Alvaro est enterré dans le petit cimetière de Vallerano (Viterbe) où il avait acheté une grande maison de campagne en 1939. Dans la bibliothèque Pietro-De-Nava de Reggio de Calabre, une salle porte son nom. À noter, cette salle contient les décorations, les tapis, les tableaux et les livres d'Alvaro (donnés après sa mort par sa femme et son frère).

## Publications

### En français
- Le Pays de Kephalea et Voyage à travers les choses, dans le recueil L'Italie fantastique[2]
- Paris sans fard [3]

### En italien
- Poesie grigioverdi (1917)
- La siepe e l'orto (1920)
- L'uomo del labirinto (1926) (Le long des quais)
- L'amata alla finestra (1929)
- Vent'anni (1930)
- Gente in Aspromonte (1930) (Apremont)
- L'uomo è forte (1938) (Terreur sur la ville) pour lequel il reçut le prix de l’Académie italienne de littérature (Accademia d'Italia della letteratura) en 1940
- Incontri d'amore (1940)
- L'età breve (1946)
- Lunga notte di Medea (1949) (La Longue Nuit de Medée)
- Quasi una vita (Presque une vie) (1950) pour lequel il reçut le prix Strega
- Il nostro tempo e la speranza (1952)
- Un fatto di cronaca (1955)

## Source de la traduction
- (it) Cet article est partiellement ou en totalité issu de l’article de Wikipédia en italien intitulé « Corrado Alvaro » (voir la liste des auteurs).